# Ursula Arnold
Ursula Arnold (10. března 1929 Gera – 24. května 2012 Berlín) byla německá fotografka, která se řadí mezi nejvýznamnější východoněmecké fotografy své generace. Její nejznámější díla zahrnují pouliční scény v Berlíně a Lipsku z období Německé demokratické republiky (NDR). Žila za socialismu a za vlády jedné strany, která používala výtvarné umění jako prostředek k ovlivňování a ovládání lidí, a pro své názory a postoje byla označována za „jednu z těch umělkyň, které se nedaly snadno integrovat“.
Narodila se jako dcera fotografa a rozhodla se otcovu profesi následovat. Po studiu fotografie na univerzitě v Lipsku se pokusila pracovat jako fotografka na volné noze, ale v roce 1956 se přestěhovala do Berlína a začala pracovat jako kameramanka pro televizi NDR. Ve volném čase se dál věnovala fotografování. Díky ní a podobně smýšlejícím umělcům existují realistické soudobé fotografie sociální reality v NDR. V roce 1985 ze státní televize odešla a věnovala se krajinářské fotografii. V roce 2002 získala nejvýznamnější berlínské umělecké ocenění, cenu Hannah Höchové.

## Biografie
Narodila se jako Ursula Musche v Geře několik měsíců před krachem americké burzy a vyrůstala v období následné hospodářské a politické krize v Německu. Její otec Walter Musche provozoval fotografický ateliér. V roce 1948 složila maturitní zkoušku a rozhodla se jít v otcových šlépějích a sama se stát profesionální fotografkou. Přestěhovala se do nedalekého Výmaru, kde se učila řemeslu v ateliéru Harryho Everse, který studoval u Waltera Hegeho.
V roce 1950 začala studovala fotografii na Hochschule für Grafik und Buchkunst (Vysoká škola grafiky a knižního umění, HGB) v Lipsku. Doba strávená na univerzitě až do získání diplomu v roce 1955 však pro ni představovala zklamání, neboť postrádala jakoukoli inspiraci. Debata o formalismu, která začala na začátku 50. let, výrazně ovlivnila způsob výuky fotografie, omezovala svobodu učitelů diskutovat nebo se odchylovat od učebních osnov. Výuka byla přísně založena na státních směrnicích, které stanovovaly socialistickou obraznost. Nesmělo se experimentovat, protože by to mohlo vést k vyloučení ze školy. Tyto problémy odrážely širší situaci v zemi, v níž se Ursula Arnold v roce 1955 pokusila nastartovat kariéru fotografky na volné noze.
V roce 1953 nastoupila na HGB nová studentka Evelyn Richter. S Ursulou Arnold navázala intenzivní profesní vztah, vyměňovaly si své postřehy o fotografii a vzniklo mezi nimi i osobní přátelství. Spolu s dalšími studenty, kteří se cítili umělecky přidušeni politickou propagandou a netolerancí, založili v roce 1956 studentskou skupinu vzájemné podpory, kterou nazvali „akční fotografie“ s cílem bojovat proti politickému paternalismu a netoleranci. Mnozí z jejích účastníků se stali jedněmi z nejlepších východoněmeckých fotografů. Vedle Ursuly Arnold a Evelyn Richter se jí účastnili Renate Rössingová, Roger Rössing, Günter Rössler, Friedrich Bernstein, Barbara Hallerová a další. Jejich první fotografická výstava se objevila podél vstupního schodiště kina Capitol v Lipsku a v přilehlé vstupní hale slavného městského veletržního centra. Chtěli vyjádřit nový pohled na člověka a prostředí, ale po druhé výstavě v roce 1957 tyto pokusy ztroskotaly na kulturně-politickém rámci.
V roce 1953 se Ursule narodil syn Andreas. Protože se jako fotografka na volné noze se synem nemohla v Lipsku uživit, přestěhovala se do východního Berlína, kde v roce 1957 přijala práci kameramanky v dramatickém oddělení státní televize. Do roku 1968 se vypracovala na pozici první kameramanky. Tato práce jí stále ponechávala čas, aby mohla pokračovat ve volné fotografické tvorbě zachycující lidi v městském prostoru a jejich každodenní starosti. Několikrát se jí podařilo vycestovat do zahraničí, v roce 1959 uskutečnila fotografickou cestau do Varšavy a v roce 1969 do Moskvy. V roce 1985 ukončila práci kameramanky ve státní televizi a věnovala se krajinářské fotografii. K významným souborům, které vytvořila, patří soubor Leuenbergerského lesa a soubor přírodního parku Märkische Schweiz.
V roce 2003 obdržela Ursula Arnold cenu Hannah Höchové od města Berlín. Zemřela v Berlíně v roce 2012 ve věku 93 let.

## Fotografická tvorba
Ursula Arnold, Evelyn Richter a Arno Fischer jsou odborníky považováni za tři nejvýznamnější východoněmecké fotografy své generace. Fotografickou tvorbu Ursuly Arnold rozhodujícím způsobem ovlivnilo kritické hodnocení reality Německé demokratické republiky, kde byla fotografie často využívána jako prostředek politické výchovy. Opoziční názory, které nabízely alternativní obraz k tomu, který poskytovaly úřady, byly odmítány. Arnold byla umělkyní, kterou nebylo možné do takového systému integrovat. V úvodu k výstavě věnované Ursule Arnold v Berlinische Galerie je uvedeno, že její obrazy „ilustrují tiché a skryté stránky života, kde se jedinec zabývá sám sebou a každodenními starostmi. Ukazují rozpor mezi propagovaným ideologickým zobrazením optimistického člověka jako válečného hrdiny socialismu a skutečnými životními podmínkami.“ Podle vlastních slov Arnold hledala „to, co je v každodenním životě zvláštní a prosté, sbírala nuance, které vyjadřují život, dotýkala se vztahů v anonymitě.“ Její sympatie patřily těm, kteří nebyli součástí vládnoucího establishmentu.
Tématem, které se opakovalo po většinu její kariéry, byly reálné obrazy městského života v Lipsku a Berlíně. Některé z jejích nejvýznamnějších snímků vznikly v 80. letech v berlínské čtvrti Prenzlauer Berg. Několik let po sjednocení Německa pak fotografovala pouze krajinu v okolí německého hlavního města.
Fotografická pozůstalost Ursuly Arnold je od roku 2016 uložena spolu s díly její kolegyně Evelyn Richter v Archivu Východoněmecké nadace Sparkasse v Muzeu výtvarných umění v Lipsku pod názvem Archiv Evelyn Richter a Ursuly Arnold.